# Beisebol nos Jogos Pan-Americanos de 1995
As competições de beisebol nos Jogos Pan-Americanos de 1995 foram realizadas em Mar del Plata, Argentina. Esta foi a décima segunda edição do esporte nos Jogos Pan-Americanos.

## Quadro de medalhas
| Ordem | País           | Medalha de ouro | Medalha de prata | Medalha de bronze | Total |
| ----- | -------------- | --------------- | ---------------- | ----------------- | ----- |
| 1     | CUB Cuba       | 1               | 0                | 0                 | 1     |
| 2     | NIC Nicarágua  | 0               | 1                | 0                 | 1     |
| 3     | PUR Porto Rico | 0               | 0                | 1                 | 1     |
| Total | Total          | 1               | 1                | 1                 | 3     |

## Medalhistas
| Event     | Ouro | Prata | Bronze |
| --------- | --- | --- | --- |
| Masculino | CUB Cuba - Juan Manrique - Pedro Luis Rodríguez - Orestes Kindelán - Jorge Toca - Lourdes Gourriel - Antonio Pacheco - Juan Padilla - Eduardo Paret - Germán Mesa - Omar Linares - Luis Ulacia - Ermidelio Urrutia - Víctor Mesa - José Estrada - Daniel Lazo - Pedro Luis Lazo - Omar Ajete - Rolando Arrojo - Eliecer Montes de Oca - José Ibar - Osvaldo Fernández - Orlando Hernández | NIC Nicarágua - Oswaldo Mairena - Yader Soto - Jose Quiroz - Luis Miranda - Pedro Ramirez - Eduardo Bojorge - Guillermo Modragon - Roberto Mendoza - Julio Osejo - Jairo Mendoza - Jorge Avellan - Julio Medina - Norman Cardoze - Nemesio Porras - Henry Roa - Ariel Delgado - Bayardo Davila - Richard Hunter - Sandy Moreno - Anibal Vega - Jose Ramon Padilla - Carlos Berrios | PUR Porto Rico - Jose Fortis - Nelson Sanchez - David Melendez - Ramon Montanez - Jose Mateo - Orville Batista - Luis Victoria - Wilfredo Velez - Jose Lorenzano - Efrain Nieves Sr. - Efrain Garcia - Jose Miranda - Carlos Márquez - Jaime Roque - Juan Montero - Luis Ramos - Abimael Rosario - Alberto Bracero - Angel A. Morales - Jorge Aranzamendi - Joel Perez - Omar Hernandez |